# Eudiaptomus siewerthi
Eudiaptomus siewerthi is een eenoogkreeftjessoort uit de familie van de Diaptomidae. De wetenschappelijke naam van de soort is voor het eerst geldig gepubliceerd in 1936 door Smirnov.